# Пимонов, Борис Арсеньевич
Борис Арсеньевич Пимонов (27 октября 1901 года, Вильна, Виленская губерния, Российская империя — 1 декабря 1961 года, Милвилл, Нью-Джерси, США) — польский общественный деятель, депутат Сейма III, IV и V Созывов Польской Республики, сын польского общественного деятеля Арсения Пимонова.

## Биография
Родился в купеческой старообрядческой семье. Обучался в средней школе в Оренбурге, затем — в Варшаве. Окончил факультет изящных искусств Университета Стефана Батория и архитектурный факультет Варшавского политехнического университета. C 1919 года был секретарём и с 1927 года руководителем виленской старообрядческой гмины. В 1936 году стал заместителем председателя Главного совета беспоповской Восточной старообрядческой церкви в Польше.
C 1931 года возглавлял Союз организаций русского меньшинства. Был избран депутатом Сейма III, IV и V Созывов Второй Польской Республики от браславского и свенцянского округов.
C 1940 по 1943 год находился со своей семьёй в Вене. В 1943 году возвратился в Литву, где он был избран в Ковне руководителем Главного совета старообрядцев в Литве. Во время Второй мировой войны вёл переговоры с антикоммунистическими русскими политическими силами с целью создания прогерманского российского правительства, которые закончились неудачей.
После 1945 года эмигрировал в Австрию, где с 1948 по 1949 год был переводчиком в международной гуманитарной службе «Service Social des Personnes Déplacés». В 1949 году перебрался в США, где скончался 1 декабря 1961 года в городе Менвилл, штат Нью-Джерси. 

## Семья
Младший брат русской поэтессы Ирины Ягминой. 

## Источник
- Polski Słownik Biograficzny, т. XXVI, 1981, стр. 324—326 Архивная копия от 17 июля 2012 на Wayback Machine
- Kto był kim w II Rzeczypospolitej, red. Jacek Majchrowski, Warszawa 1994
- В. Барановский, Г. Поташенко, Староверие Балтии и Польши: краткий исторический биографический словарь, Вильнюс, 2005